# استیون اسمیت (ورزشکار)
استیون اسمیت (انگلیسی: Steven Smith؛ زادهٔ ۲۲ اکتبر ۱۹۶۲) چابک‌سوار، و سوارکار پرش اهل بریتانیا است.